# Georg Wilhelm Munke
Georg Wilhelm Munke (ook geschreven als Muncke of Moncke) (Hilligsfeld (Hamelen), 28 november 1772 – Großkmehlen, 17 oktober 1847) was een Duits natuurkundige.

## Biografie
Munke was aanvankelijk inspecteur aan het Georgianum in Hannover (in 1796 als adelschool geopend en in 1810 door de Westfaler regering gesloten). Hij was familie van diens directeur, de Duitse filosoof Johann Georg Heinrich Feder.
Van 1810 tot 1817 was Munke hoogleraar natuurkunde aan de Philipps-Universiteit Marburg en aansluitend tot aan zijn overlijden aan de Ruprecht-Karls-universiteit in Heidelberg.  In de jaren 1820 kwam hij met een eerste verklaring waarom de hemel blauw is. In 1827, na het bekend worden van Fouriers warmtetheorie, gaf Muncke een analytische oplossing voor de uitbreiding van een temperatuurbron en de indringdiepte van de zonnewarmte in de aardkern. In 1829 trok hij uit de waarnemingen van César François Cassini de Thury, Horace-Bénédict de Saussure en Alexander von Humboldt de conclusie dat op drie-voetsdiepte de dagelijkse, op vijf-voetsdiepte de maanlijkse en op dertig-voetsdiepte de jaarlijkse temperatuursveranderingen ophielden in de aardkorst. 
Vanaf 1828 werkte hij mee met Johann Samuel Traugott Gehler aan diens Physikalisches Wörterbunch (Natuurkundig Woordenboek, 11 volumes, 1825-45). Hij gaf zijn lezingen in de West Main Street op de bovenverdieping van het voormalige Dominicaanse klooster, waar hij ook woonde.

## Telegrafie
Nadat Pavel Schilling in 1832 uit Siberië was teruggekeerd, had hij – gebaseerd op experimenten van Ampère – een eerste elektromagnetische naaldtelegraaf geconstrueerd. Deze had Schilling in 1833 gepresenteerd aan tsaar Nicolaas I en in september 1835 bij een vergadering van natuuronderzoekers in Bonn. De Frankfurter handelsman en werktuigbouwkundige Johann Valentin Albert had voor Munke een kopie vervaardigd, die Munke op 6 maart 1836 demonstreerde. Bij deze demonstratie was ook de Engelsman William Fothergill Cooke aanwezig, die een kopie meenam naar Engeland en daar vervolgens samen met Charles Wheatstone verder aan werkte en daarna commercieel op de markt bracht.
In 1826 werd Munke erelid van de Russische Academie van Wetenschappen in Sint-Petersburg. In 1830 werd hij verkozen tot lid van de Göttingen Academie van Wetenschappen.

## Publicaties
- System der atomistischen Physik; nach den neuesten Erfahrungen und Versuchen dargestellt (1809)
- Grundriß der praktischen Rechnungsarten, zum Gebrauch der Vorlesungen (1812)
- Physikalische und kosmologische Abhandlungen zur Erlernung der Naturkunde (1815)
- Ueber das Schießpulver, seine Bestandteile, die Stärke und die Art seiner Wirkung (1817)
- Anfangsgründe der Naturlehre, 1ste Abtheilung: Experimentalphysik, 2te Abtheilung: Mathematische und physikalische Geographie und Atmoßphärologie (1819/20)
- Nachträgliche Bemerkungen über das Littrow'sche Problem; In Zeitschrift für Physik und verwandte Wissenschaften